# Sergentomyia smithi
Sergentomyia smithi är en tvåvingeart som först beskrevs av Mi'ra och Roger Roy 1952.  Sergentomyia smithi ingår i släktet Sergentomyia och familjen fjärilsmyggor. Inga underarter finns listade i Catalogue of Life.